# Harvard World Model United Nations (WorldMUN)
El Modelo Mundial de Naciones Unidas de Harvard (Harvard WorldMUN) es una conferencia anual itinerante de Modelo de Naciones Unidas que es dirigida por la Universidad de Harvard y el equipo de una universidad en una ciudad anfitrión. WorldMUN se lleva a cabo en una nueva ciudad cada año y es conocida como una de conferencias internacionales más prestigiosas. La primera conferencia se llevó a cabo en el año 1992. La conferencia está dirigida a estudiantes universitarios de todo el mundo quienes tengan pasión e interés por ser diplomáticos o especialistas en derecho internacional en el futuro. 

## Información general e historia
WorldMUN es la mayor simulación universitaria de las Naciones Unidas del Mundo organizada por y para jóvenes. Algunas ediciones como la de Roma o Madrid han superado los 2.000 participantes. 
WorldMUN utiliza un proceso competitivo para seleccionar ubicaciones para cada conferencia, con posibles equipos anfitriones, que generalmente consisten en sociedades MUN de grandes universidades, que aplican para participar. 
La conferencia es itinerante, pues se celebra en una ciudad diferente del planeta cada año, seleccionada por un competitivo proceso de candidaturas, y es organizada conjuntamente por un equipo de estudiantes de Harvard y un Equipo anfitrión del país de la sede de ese año. 
Su fundadora fue la estudiante de Harvard Geraldine Acuña, que actuó en calidad de Secretaria General en la primera edición de 1992. A lo largo de sus 30 ediciones, solo dos mujeres han liderado los Equipos anfitriones. En 2019, Alba Gavaliugov Méndez y en 2020 y 2021 en la edición japonesa que fue cancelada por la crisis de la COVID-19 y tuvo que realizarse online.
Generalmente, la conferencia anual se lleva a cabo en el mes de marzo de cada año.
WorldMUN usa el estilo estadounidense de Modelo de Naciones Unidas, con la mayoría de los delegados emparejados con otros de su delegación (en delegaciones duales), con debates ocurriendo dentro y fuera de las salas simultáneamente.
En cada sesión de la conferencia, los delegados se disputan los premios de "Mejor Delegación Grande" (Best Large Delegation), "Mejor Delegación Pequeña" (Best Small Delegation), "Delegación Grande Destacada" (Outstanding Large Delegation) y desde 2016, la conferencia comenzó a otorgar el "premio al espíritu" al mejor espíritu del Modelo de Naciones Unidas y en adherencia al "espiritu de las Naciones Unidas", siendo el equipo de la Universidad Católica Andrés Bello, de Venezuela, la primera delegación en recibir dicho premio. Desde el año 2020, tras la inclusión de la participación de delegaciones de escuelas secundarias, se comenzó a otorgar el premio de "Mejor Escuela Secundaria" (Best High School Delegation), siendo la delegación IEA HMUN del Institutos Educacionales Asociados de Venezuela, la primera delegación en recibir dicho premio.
Los comités han incluido en el pasado simulaciones de los comités de la Asamblea General de las Naciones Unidas, el Consejo de Seguridad, los subcomités del ECOSOC, cuerpos regionales (como lo son la Unión Africana o la Unión Europea), agencias especializadas de las Naciones Unidas, y simulaciones de crisis (que son simulaciones de conflictos históricos internacionales en las relaciones internacionales), simulaciones de la Asamblea General de la ONU. 
Como en la mayoría de conferencias, también hay talleres, eventos sociales exhibiendo la cultura local, y un espacio multicultural, donde los delegados y participantes de la conferencia pueden degustar delicateses y demás elementos de las diferentes culturas de los países de origen de las delegaciones participantes. 
Adicionalmente, WorldMUN ha tenido a distinguidos oradores en sus eventos a lo largo de los años, se puede destacar al Papa Francisco en Roma, y al Rey Felipe VI en Madrid.

## Actividades de la Conferencia

### Sesiones de Comité
A los participantes se les asigna la representación de países, organizaciones o líderes de manera de debatir temas o situaciones internacionales en una sesión simulada de una organización interguvernamental (OIG). WorldMUN divide su comité en tres sesiones; la Asamblea General, el ECOSOC y Cuerpos Regionales (UE, Unión Africana, entre otros), y las Agencias Especializadas (Interpol, ACNUR, Comité para la Mujer, Comité para los Asuntos Económicos y Financieros ECOFIN, entre otros.).

### Reto Social Venture Challenge
Este evento incluye viajes en el marco del evento y talleres. A los participantes se les da la oportnidad de conocer la ciudad anfitrión y su cultura, así como comparten con diplomáticos y académicos en las áreas de Estudios Internacionales, Derecho Internacional y Política. Esto es por medio de una alianza con el Proyecto Resolución, una U.S. 501(c)3 nonprofit ONG fundada en el año 2007 por el alumnado de Harvard, dedicado a empoderar jóvenes líderes de todo el mundo. 

### Eventos Sociales
WorldMUN también organiza eventos sociales, estos incluyen:
- Night Zero: Antes del inicio de la sesión, delegados y personal se reúnen a un compartir para inaugurar el evento.
- Global Village: Es un espacio donde los participantes comparten las culturas de sus países de origen, así degustando de un espacio multicultural donde se pueden probar delicateses y gastronomía, y compartir elementos como la música y bailes típicos de los países de origen de cada delegación participante.
- Noche destacada 1: Un evento para que los participantes experimenten la cultura local de la ciudad anfitriona.
- Cabaret: Los delegados muestran su talento en el escenario del Cabaret en la tercera noche.
- Noche destacada 2: Otro evento para que los participantes experimenten la cultura local de la ciudad anfitriona.
- Fiesta de despedida: Tradicionalmente, WorldMUN cierra con este evento social final.

## Conferencias
| 1  | 1992 | Miedzyzdroje     | Polonia            | Geraldine Acuña   | N/A                            |                   | N/A                                                          | Vienna House Amber Baltic Miedzyzdroje                             | | [ 2 ]                |
| 2  | 1993 | Praga            | República Checa    | Joshua A. Saloman | N/A                            |                   | N/A                                                          |                                                                    | |                      |
| 3  | 1994 | Luxembourg       | Luxemburgo         | Ankur U. Saraiya  | N/A                            |                   | N/A                                                          |                                                                    | |                      |
| 4  | 1995 | Génova           | Suiza              | Emmeline Li       | N/A                            |                   | N/A                                                          |                                                                    | |                      |
| 5  | 1996 | Ámsterdam        | Países Bajos       | Aram A. Schvey    | N/A                            |                   | N/A                                                          |                                                                    | |                      |
| 6  | 1997 | Budapest         | Hugría             | Andras Forgacs    | Illes Dudas                    |                   | Budapest University of Economic Sciences                     |                                                                    | |                      |
| 7  | 1998 | Brujas           | Bélgica            | Johs Pierce       |                                |                   | Vrije Universiteit Brussel                                   |                                                                    | Best Delegation:Universidade de Brasilia |                      |
| 8  | 1999 | Cambridge        | Reino Unido        | Winnie Li         | Julian Huppert                 |                   | University of Cambridge                                      |                                                                    | |                      |
| 9  | 2000 | Atenas           | Grecia             | James Mwangi      |                                |                   | National and Kapodistrian University of Athens               |                                                                    | |                      |
| 10 | 2001 | Estambul         | Turquía            | Rohan Gulrajani   |                                |                   |                                                              |                                                                    | |                      |
| 11 | 2002 | Belo Horizonte   | Brasil             | Aspasia Karalis   |                                |                   | Pontifícia Universidade Católica de Minas Gerais             | Ouro Minas Palace Hotel                                            | Best Large Delegation:Yale UniversityBest Small Delegation: |                      |
| 12 | 2003 | Heidelberg       | Alemania           | George Tsiatis    |                                |                   | University of Heidelberg                                     | University of Heidelberg - Old Town Campus                         | Best Large Delegation:Best Small Delegation:West Point Military Academy |                      |
| 13 | 2004 | Sharm El-Sheikh  | Egipto             | George Tsiatis    |                                |                   | Modern Sciences and Arts University                          | Maritim Jolie Ville Mövenpick Golf, Resort & Conference Center     | Best Large Delegation:Best Small Delegation:West Point Military Academy |                      |
| 14 | 2005 | Edinburgo        | Reino Unido        | Alex Captain      |                                |                   | University of Edinburgh                                      | University of Edinburgh                                            | Best Large Delegation:The College of William & MaryBest Small Delegation:West Point Military Academy |                      |
| 15 | 2006 | Pekín            | China              | Victor Bicalho    |                                |                   | Peking University                                            | Peking University                                                  | Best Large Delegation:The College of William & MaryBest Small Delegation:West Point Military Academy |                      |
| 16 | 2007 | Génova           | Suiza              | Khalid Yasin      |                                |                   | École Polytechnique Fédérale de Lausanne                     | Centre International de Conférences Genève                         | Best Large Delegation: Universidad Católica Andrés BelloBest Small Delegation:Lahore University of Management Sciences |                      |
| 17 | 2008 | Puebla           | México             | Joseph Kerns      | Manuel Rosas Vázquez           |                   | Benemérita Universidad Autónoma de Puebla                    | Puebla Convention Center                                           | Best Large Delegation:MUN Society BelgiumBest Small Delegation:Lahore University of Management SciencesOutstanding Large Delegation: Universidad Central de Venezuela |                      |
| 18 | 2009 | La Haya          | Países Bajos       | Timur Kalimov     | José Domínguez Álvarez         |                   | United Netherlands                                           | World Forum Convention Center and the International Criminal Court | Best Large Delegation:MUN Society BelgiumBest Small Delegation:Lahore University of Management Sciences |                      |
| 19 | 2010 | Taipéi           | Taiwán             | Ami Nash          | Jason Tsung-Cheng Hou          |                   | National Taiwan University                                   | Taipei International Convention Center                             | Best Large Delegation:MUN Society BelgiumBest Small Delegation:Lahore University of Management Sciences |                      |
| 20 | 2011 | Singapúr         | Singapúr           | Reihan Nadarajah  | Jing Zhi & Sharmeen Alam       |                   | National University of Singapore                             | Suntec Singapore International Convention Centre                   | Best Large Delegation:MUN Society BelgiumBest Small Delegation: |                      |
| 21 | 2012 | Vancouver        | Canadá             | Kat Tang          | Kenneth Chan                   |                   | University of British Columbia                               | Vancouver Convention Centre                                        | Best Large Delegation: Universidad Católica Andrés BelloBest Small Delegation:Claremont McKenna College |                      |
| 22 | 2013 | Melbourne        | Australia          | Charlene Wong     | Siamak Loni                    |                   | Monash University & RMIT University                          | Melbourne Convention and Exhibition Centre                         | Best Large Delegation:MUN Society BelgiumBest Small Delegation:The College of William & MaryOutstanding Large Delegation: Universidad Central de Venezuela |                      |
| 23 | 2014 | Brujas           | Bélgica            | Grace Y. Qi       | Jens Wauters                   | Lisa Wang         | MUN Society Belgium                                          | Egmont Palace, European Council and The Hotel Brussels             | Best Large Delegation:Peruvian Universities Outstanding Large Delegation: Universidad Simón Bolívar Best Small Delegation: Georgetown University |                      |
| 24 | 2015 | Seúl             | República de Corea | Brian K. Mwarania | Hyun-Joo Lee                   |                   | Hankuk University of Foreign Studies                         | Korea International Exhibition Center                              | Best Large Delegation: Universidad Simón Bolívar Outstanding Large Delegation: Universidad Católica Andrés Bello Best Small Delegation:Claremont McKenna College | [ 9 ]                |
| 25 | 2016 | Roma             | Italia             | Joseph P. Hall    | Riccardo Messina               | Daniel Dong       | United Network Association                                   | Sheraton Roma Hotel & Conference Center                            | Best Large Delegation: MUN Society Belgium Outstanding Large Delegation: Peruvian Universities Best Small Delegation: Claremont McKenna College WorldMUN Spirit Award:Universidad Católica Andrés Bello | [ 5 ] [ 6 ] [ 10 ]   |
| 26 | 2017 | Montreal         | Canadá             | Parijat Lal       | Jonathan Sasson                | Nabig Chaudhary   | Dawson College                                               | Palais des congrès de Montréal                                     | Best Large Delegation: MUN Society Belgium Outstanding Large Delegation: be.boosted Best Small Delegation: Washington University in St. Louis Outstanding Small Delegation: West Point Military Academy WorldMUN Spirit Award:Universidad Metropolitana |                      |
| 27 | 2018 | Ciudad de Panamá | Panamá             | Nicholas Abbott   | Alan Smith                     | Catherine Brennan | Universidad Católica Santa María La Antigua                  | Atlapa Convention Centre                                           | Best Large Delegation: Peruvian Debate Society Outstanding Large Delegation: MUN Society Belgium Best Small Delegation: Claremont McKenna College Outstanding Small Delegation: Georgetown University WorldMUN Spirit Award:Universidad Metropolitana | [ 11 ] [ 12 ] [ 1 ]  |
| 28 | 2019 | Madrid           | España             | Spencer Ma        | Alba Gavaliugov Mendez         | Manav Khandelwal  | Spanish Alliance of Model United Nations                     | Palacio Municipal de Congresos                                     | Best Large Delegation: Universidad Metropolitana Outstanding Large Delegation: Peruvian Debate Society Best Small Delegation: Claremont McKenna College Outstanding Small Delegation: Princeton University WorldMUN Spirit Award:Universidad Simón Bolívar | [ 7 ]                |
| 29 | 2021 | Tokio            | Japón              | Anirudh Suresh    | Jiaqi Liu                      | Esteban Flores    | Sophia University                                            | Online                                                             | Best Large Delegation: MUN Society Belgium Outstanding Large Delegation: Universidad Católica Andrés Bello y Universidad Metropolitana Best Small Delegation: American University of Beirut Outstanding Small Delegation: University of Indonesia WorldMUN Spirit Award: University of Indonesia Best High School Delegation: Institutos Educacionales Asociados | [ 3 ] [ 4 ]          |
| 30 | 2022 | Tokio            | Japón              | Hope Kudo         | Kanon Yamagishi                | Javin Pombra      | Sophia University                                            | Online                                                             | Best Large Delegation: MUN Society Belgium Best Small Delegation: Peruvian Debate Society & Peruvian Universities |                      |
| 31 | 2023 | París            | Francia            | Olivia Fu         | Eric Guiochon & Mathieu Bailly | Katherine Zhu     | Comité Interuniversitaire des Nations Unies de Paris (CINUP) | Trocadéro Business CentreSorbonne University                       | Best Large Delegation: MUN Society Belgium Outstanding Large Delegation: Universidad Católica Andrés Bello Best Small Delegation: Outstanding Small Delegation: WorldMUN Spirit Award Universidad Metropolitana Best High School Delegation | [ 14 ] [ 15 ] [ 16 ] |
| 32 | 2024 | Taipei           | Taiwan             | Davin Shi         | Erica Peng & Rubin Ku          | Michael Baxter    | MUN Society Taiwan                                           |                                                                    | Best Delegation: MUN Society Belgium Outstanding Delegation: Peruvian Universities & West Point Military Academy WorldMUN Spirit Award Universidad Católica Andrés Bello Best High School Delegation |                      |